# Windows Thin PC
Windows Thin PC è un sistema operativo della Microsoft, distribuito il 1º luglio 2011. Può essere definito un successore di Windows FLP, versione alleggerita basata su Windows 7.

## Descrizione
Windows Thin PC è un sistema operativo basato su Windows Embedded Standard 7, ma ottimizzato per girare su un hardware meno potente e datato, thin client, PC embedded, dispositivi di rete o datalogger, consentendone di eseguire le operazioni di base, ma implementando anche le funzionalità più recenti e un livello di sicurezza maggiore.

## Requisiti di sistema
|                        | Requisiti minimi       | Requisiti raccomandati |
| ---------------------- | ---------------------- | ---------------------- |
| Processore             | 800 MHz Pentium        | 1 GHz                  |
| RAM                    | 512 MB                 | 1 GB                   |
| Spazio su Disco Rigido | 16 GB                  | 40 GB                  |
| Display                | 1024 x 768 o superiore |                        |